# Lutoninka
Die Lutoninka ist ein linker Nebenfluss der Dřevnice in Tschechien.

## Geographie
Die Lutoninka entspringt am südlichen Fuße der Vartovna (651 m) in der Vizovická vrchovina. Ihr Lauf führt nach Südwesten vorbei an Jasenná und durch Lutonina. Entlang des Baches folgen die Ortschaften Kamenec und Vizovice, von wo die Lutoninka durch ein breites Tal nach Westen fließt. Über Zádveřice erreicht die Lutoninka nordöstlich von Lípa die Dřevnice.
Die Lutoninka hat eine Länge von 15,3 Kilometern. Ihr Einzugsgebiet umfasst 89,3 km².
Zwischen Lípa und Vizovice führt die Baťa-Bahn entlang des Flüsschens. Die Trasse der unvollendeten Bahnstrecke folgt noch bis Jasenná dem Lauf der Lutoninka.

## Zuflüsse
- Ubelský potok (l), Ublo
- Jasenka (r), Jasenná
- Výpustka (r), unterhalb Lutonina
- Chrastěšovský potok (r), oberhalb Vizovice
- Bratřejovka (l), Vizovice
- Čaminský potok (r), Vizovice
- Horský potok (l), oberhalb Zádveřice
- Raková (r), Zádveřice